# Dorfkirche Ziemkendorf

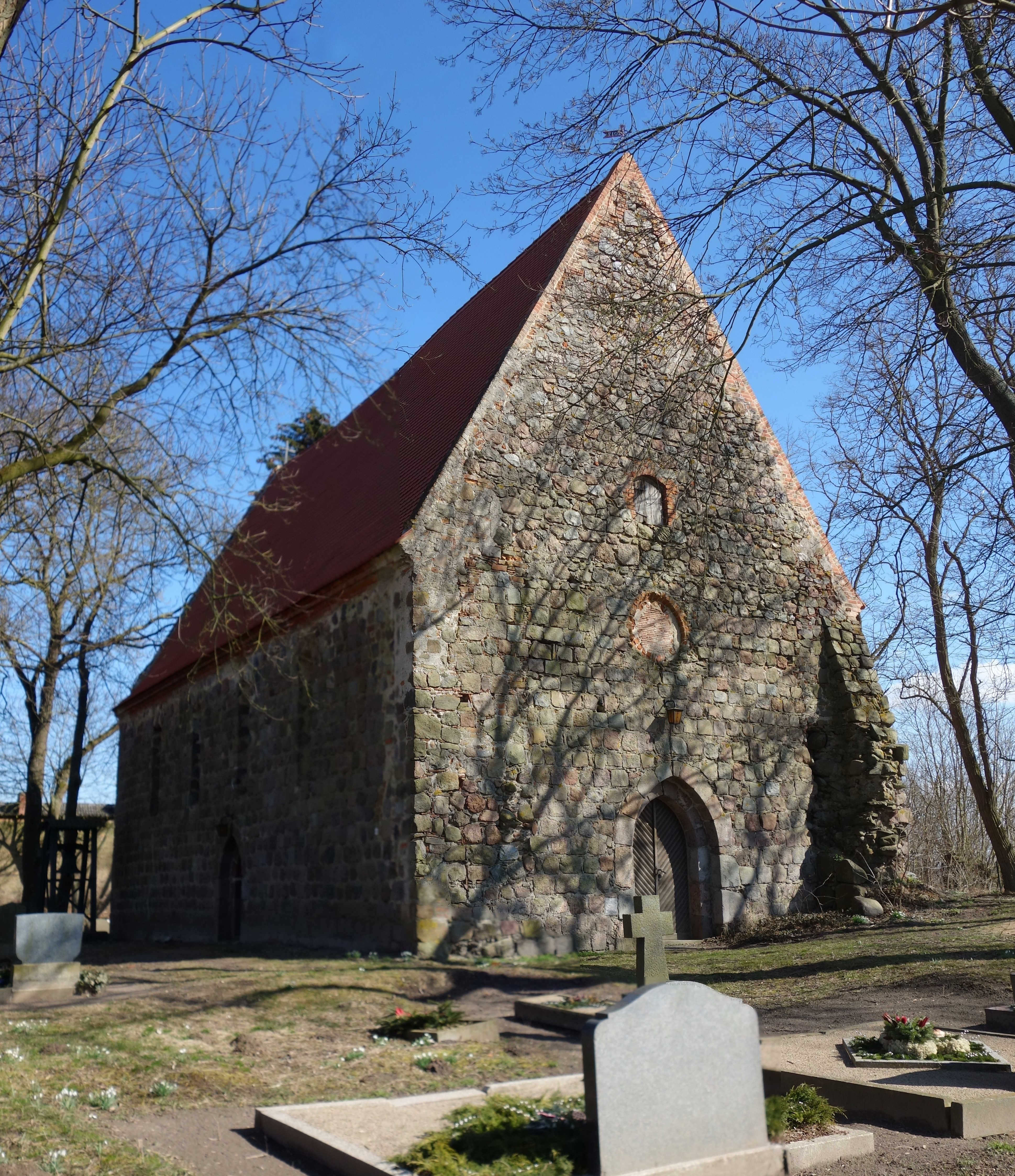
Nordwestansicht

Die evangelische Dorfkirche Ziemkendorf ist eine gotische Feldsteinkirche im Ortsteil Ziemkendorf der Gemeinde Randowtal im Landkreis Uckermark. Die Kirche stammt aus der zweiten Hälfte des 13. Jahrhunderts. Am Westgiebel befinden sich Reste eines aufgegebenen Turmbaus. Die Kirche gehört zum Kirchenkreis Uckermark der Evangelischen Kirche Berlin-Brandenburg-schlesische Oberlausitz.
Das Nordportal und die schlanken Lanzettfenster sind im ursprünglichen Zustand, die Ostwand ist mit einer gestaffelten Dreifenstergruppe versehen. Das Innere wird durch eine Balkendecke abgeschlossen, die Westempore stammt vom Anfang des 18. Jahrhunderts.
Die schlichte hölzerne Kanzel vom Ende des 17. Jahrhunderts zeigt am polygonalen Korb kannelierte Pilaster mit diamantierten Bögen. Das Gestühl wurde zu Beginn des 18. Jahrhunderts geschaffen. Ein Taufengel aus der Zeit um 1750 stammt aus Grünow. Zu den liturgischen Geräten gehören ein Kelch mit Patene aus Silber von 1582, weiterhin ein Leuchterpaar aus Zinn von 1701.